# 流石

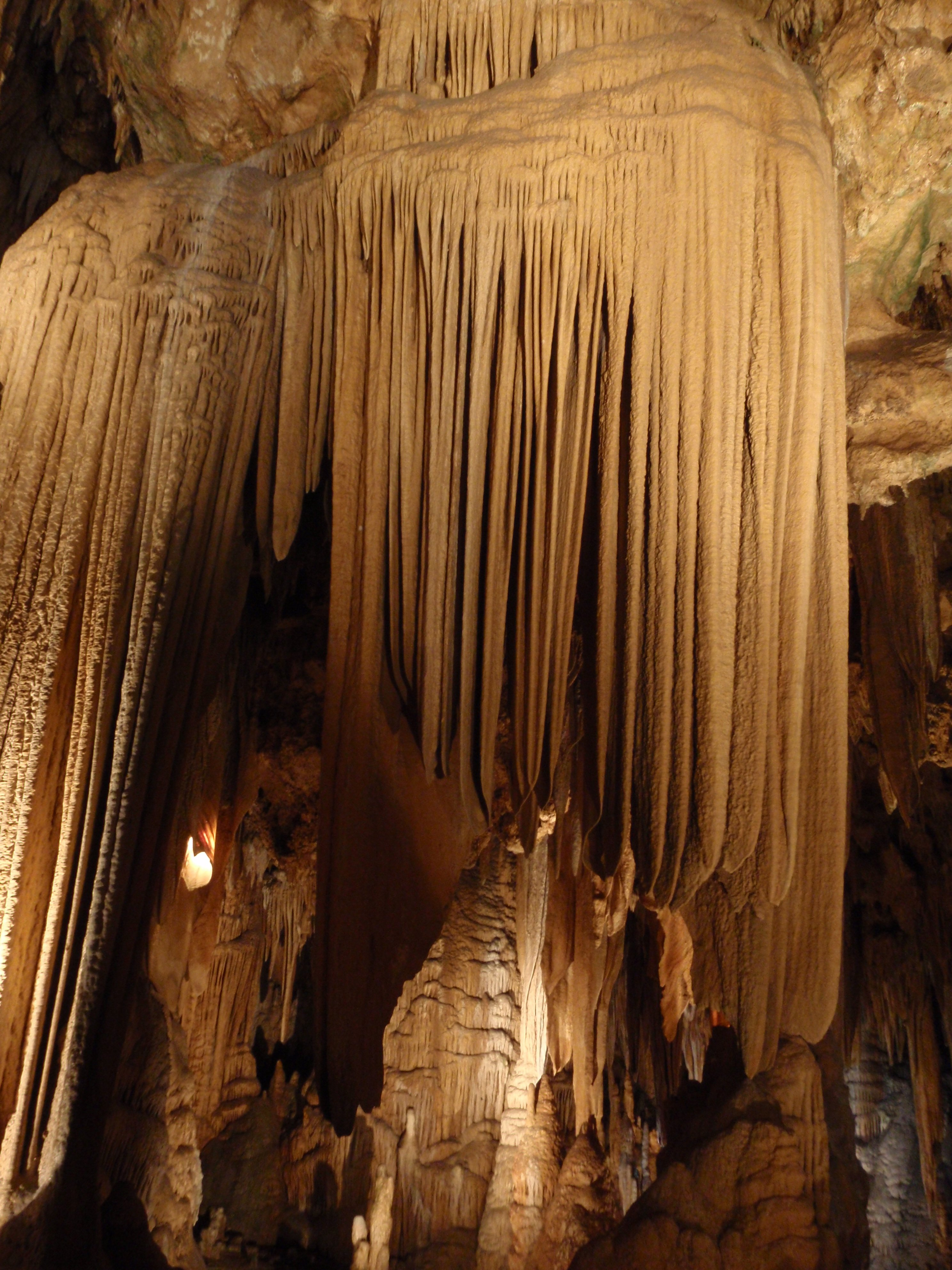
位於弗吉尼亞州盧雷洞穴（Luray Caverns）的“撒拉遜人的帳篷”（Saracen's ten）被認為是世界上結構最完好的流石帷幕之一

流石（英語：flowstone）是指一種由方解石或其他碳酸鹽礦物組成的片狀沉積物，形成於水流經過的洞穴牆壁或地板的地方。 在石灰岩的“溶洞”中最常見。 然而，它們也可能在任何類型的洞穴中形成。只要進入到這些洞穴中的水含溶解的礦物質就可。 流石是在包气带中地下水脫氣形成的。

## 形成

滴石洞穴結構圖AB 為流石的標記

當水沿著地面或傾斜壁向下移動時，在途徑會形成一層水膜 。溶解在水膜中的碳酸鈣（方解石）、文石、石膏、 或其他礦物， 會被沉澱出來。 這是因爲溶解在水中的礦物質，因爲水的流動而失去其溶解中的二氧化碳，導致水中酸性減低，礦物質的溶解度也減低， 而沉澱出來，當這些沉澱物的薄層相互堆積時會形成流石，有時會隨著沉澱物變厚而形成更圓的形狀。
流石有兩種常見的形式，石灰華和洞石。 石灰華通常是經由碳酸鈣沉澱形成，呈海綿狀或多孔狀。 洞石是一種碳酸鈣沉積物，通常形成於小溪或河流中，是層狀的，包括石筍和钟乳石等結構。
碳酸鈣沉積物可堆積成薄片，稱為“窗簾”，一般是從洞穴牆壁懸垂下來像窗簾。 有些窗簾是半透明的，有些有棕色和米色層，看起來很像培根（通常稱為“洞穴培根”）。
雖然流石是洞穴最大的沉積物之一，但它們仍然可以被觸摸損壞。 人手指上的油會導致流動的水避開該區域，不能形成水膜然後該區域變乾。 流石也是過去乾旱時期的良好標識，因為流石需要水才能形成； 長時間缺水就不會形成流石。所以流石的存在與否及其詳細結構，可用來推斷古氣候歷史。